# Educación para el desarrollo sostenible
La educación para el desarrollo sostenible (EDS) es un campo disciplinar que busca generar mecanismos y propuestas educativas para educar a niños, jóvenes y adultos en el desarrollo sostenible. El concepto surgió a partir de la Cumbre de la Tierra de Río de Janeiro en 1992,y se consolidó con el lanzamiento del Decenio para la Educación para el Desarrollo Sostenible (2005-2014) por parte de la UNESCO. Posteriormente, la EDS fue incorporada en la Agenda 2030, cristalizada en el Objetivo de Desarrollo Sostenible 4, centrado en una "educación de calidad".También se reconoce su importancia en el Acuerdo de París.
La EDS abarca temáticas amplias como el cambio climático, la igualdad de género, los derechos humanos y la promoción de una cultura de paz, integrando aspectos sociales, económicos y culturales del desarrollo sostenible. Aunque a menudo se confunde con la educación ambiental, su enfoque es más amplio.

## Contexto histórico
La UNESCO ha liderado esfuerzos globales para incorporar la EDS en los sistemas educativos para 2025. En 2021, durante la Conferencia Mundial sobre la Educación para el Desarrollo Sostenible celebrada en Berlín, se adoptó la Declaración de Berlín, que comprometió a más de 80 ministros y viceministros y 2.000 especialistas en educación y medio ambiente a transformar los sistemas de aprendizaje hacia un modelo más sostenible.
La educación se posiciona como un motor esencial para que los individuos adquieran los conocimientos, habilidades, valores y actitudes necesarios para la transición verde, como lo estipula la meta 4.7 de los ODS y la Agenda 2030.
El Acuerdo de París y la Convención Marco de las Naciones Unidas sobre el Cambio Climático subrayan el papel de la educación en la lucha contra el cambio climático. En respuesta, la UNESCO lanzó la Alianza para una Educación Verde, una iniciativa global que busca integrar la educación climática en los sistemas educativos. Esta alianza incluye acciones como el diseño de guías curriculares orientadas a la sostenibilidad, basadas en investigaciones que revelan que el 70% de los jóvenes no poseen un entendimiento adecuado sobre el cambio climático debido a la baja calidad educativa actual. Estas medidas buscan preparar a los estudiantes para enfrentar los desafíos climáticos y fomentar el desarrollo sostenible.

## Definición
El ODS 4 incluye la educación para el desarrollo sostenible en su meta 4.7:

De aquí a 2030, asegurar que todos los alumnos adquieran los conocimientos teóricos y prácticos necesarios para promover el desarrollo sostenible, entre otras cosas mediante la educación para el desarrollo sostenible y los estilos de vida sostenibles, los derechos humanos, la igualdad de género, la promoción de una cultura de paz y no violencia, la ciudadanía mundial y la valoración de la diversidad cultural y la contribución de la cultura al desarrollo sostenible.

La EDS se extiende más allá de la protección del medioambiente, integrando objetivos relacionados con el bienestar social y el modelo económico. Como señala la UNESCO, "el medio ambiente es el ambiente cercano, cotidiano, aquel en el que pequeñas iniciativas pueden comenzar a modificar actitudes, modos de actuar y formas de juzgar"

## Objetivos
La EDS busca fomentar la participación activa de los destinatarios como protagonistas del cambio. Según la UNESCO, existen competencias clave que los ciudadanos necesitan para vivir responsablemente en un mundo sostenible y que las mismas no se pueden enseñar, sino que se adquieren durante la experiencia y la reflexión:
- Competencia de pensamiento sistémico: las habilidades para reconocer y comprender las relaciones; para analizar los sistemas complejos; para pensar cómo están integrados los sistemas dentro de los distintos dominios y escalas; y para lidiar con la incertidumbre.[14]
- Competencia de anticipación: las habilidades para comprender y evaluar múltiples escenarios futuros - el posible, el probable y el deseable - para crear visiones propias de futuro; para aplicar el principio de precaución; para evaluar las consecuencias de las acciones; y para lidiar con los riesgos y los cambios.
- Competencia normativa: las habilidades para comprender y reflexionar sobre las normas y valores que subyacen en nuestras acciones; y para negociar los valores, principios, objetivos y metas de sostenibilidad en un contexto de conflictos de intereses y concesiones mutuas, conocimiento incierto y contradicciones.
- Competencia estratégica: las habilidades para desarrollar e implementar de forma colectiva acciones innovadoras que fomenten la sostenibilidad a nivel local y más allá.
- Competencia de colaboración: las habilidades para aprender de otros; para comprender y respetar las necesidades, perspectivas y acciones de otros (empatía); para comprender, identificarse y ser sensibles con otros (liderazgo empático); para abordar conflictos en grupo; y para facilitar la resolución de problemas colaborativa y participativa.
- Competencia de pensamiento crítico: la habilidad para cuestionar normas, prácticas y opiniones; para reflexionar sobre los valores, percepciones y acciones propias; y para adoptar una postura en el discurso de la sostenibilidad.
- Competencia de autoconciencia: la habilidad para reflexionar sobre el rol que cada uno tiene en la comunidad local y en la sociedad (mundial); de evaluar de forma constante e impulsar las acciones que uno mismo realiza; y de lidiar con los sentimientos y deseos personales.
- Competencia integrada de resolución de problemas: la habilidad general para aplicar distintos marcos de resolución de problemas a problemas de sostenibilidad complejos e idear opciones de solución equitativa que fomenten el desarrollo sostenible, integrando las competencias antes mencionadas.

## Ciudadanía verde
La ciudadanía verde es un enfoque que busca empoderar a los individuos, especialmente a niños y jóvenes, para que adquieran los conocimientos, valores y habilidades necesarias para actuar a favor del medioambiente. Este enfoque permite a los estudiantes convertirse en agentes de cambio ante los desafíos globales del cambio climático y la pérdida de biodiversidad.
La educación tiene un rol central en tres áreas clave para avanzar hacia una economía descarbonizada y resiliente al cambio climático. En primer lugar, debe proporcionar a los estudiantes el conocimiento científico necesario para comprender la crisis climática y la biodiversidad. En segundo lugar, las escuelas deben garantizar la continuidad del aprendizaje incluso durante eventos climáticos extremos. Finalmente, las instituciones educativas deben adoptar prácticas sostenibles en su infraestructura para reducir las emisiones de gases de efecto invernadero (GEI).
El desarrollo de una ciudadanía verde implica el fortalecimiento de tres dimensiones fundamentales en los estudiantes:
1. Conocimiento: Los jóvenes deben recibir formación basada en evidencias científicas sobre temas clave como la biodiversidad, el cambio climático y sus impactos. Este conocimiento es esencial para que puedan tomar decisiones fundamentadas y evaluar las diferentes opciones de mitigación y adaptación ante el cambio climático.
2. Valores: Es crucial que los estudiantes desarrollen un sentido de responsabilidad hacia el medioambiente. La educación debe fomentar valores como el respeto por la naturaleza, la solidaridad y el sentido de justicia, permitiendo que los jóvenes comprendan cómo sus acciones locales pueden tener un impacto global.
3. Capacidad de acción: Los estudiantes deben adquirir habilidades transversales como la resolución de problemas, el pensamiento crítico, la colaboración y el liderazgo. Estas competencias les permitirán no solo enfrentar los retos climáticos actuales, sino también participar activamente en la búsqueda de soluciones sostenibles, tanto a nivel individual como colectivo.

La ciudadanía verde también está vinculada al desarrollo de habilidades técnicas que preparan a los jóvenes para los trabajos verdes. La transición hacia una economía sostenible requiere que los sistemas educativos, en particular los de educación técnica y superior, se coordinen con las estrategias nacionales de descarbonización para garantizar que los estudiantes estén preparados para aprovechar las oportunidades laborales emergentes.

## Educación sobre el cambio climático
La educación sobre el cambio climático (ECC) es una disciplina educativa enfocada en desarrollar respuestas efectivas al cambio climático. Su objetivo es que los estudiantes comprendan las causas y consecuencias de este fenómeno, preparándolos para enfrentar sus impactos y capacitándolos para adoptar estilos de vida más sostenibles. Además de promover la alfabetización climática, la ECC impulsa un cambio de mentalidad hacia la mitigación del cambio climático.
El cambio climático y la educación sobre este tema son desafíos globales que pueden integrarse en los currículos escolares, ofreciendo un aprendizaje contextualizado que fomente una comprensión profunda de las diversas estrategias para abordar este fenómeno.

## Efectos del cambio climático en la educación
El cambio climático está afectando cada vez más la educación a nivel global, con impactos directos e indirectos que se manifiestan de distintas maneras, desde la suspensión de clases debido a eventos meteorológicos extremos hasta la disminución del rendimiento académico en contextos de calor extremo o desastres naturales.
En algunas regiones, como en España, las altas temperaturas han forzado la suspensión de clases en edificios escolares no preparados para soportar el calor. También se han reportado interrupciones por lluvias torrenciales, nevadas intensas e inundaciones, que han dificultado el acceso a las escuelas. Estos eventos climáticos extremos no solo afectan la continuidad de las clases, sino que también impactan el rendimiento académico. Estudios han demostrado que los días de calor extremo están asociados a una disminución significativa en las puntuaciones de exámenes, afectando el aprendizaje a corto y largo plazo.
En América Central y el Caribe, los desplazamientos causados por fenómenos relacionados con el clima, como sequías y huracanes, han exacerbado las desigualdades educativas, especialmente para las poblaciones más vulnerables, como las comunidades rurales, indígenas y los migrantes irregulares. Las familias desplazadas suelen priorizar la seguridad económica sobre la educación, lo que limita el acceso escolar y perpetúa las desigualdades ya existentes. Además, los obstáculos administrativos, como la falta de documentación, y las barreras lingüísticas dificultan aún más el acceso de los desplazados climáticos a una educación de calidad.
En los países en desarrollo, el cambio climático ha provocado que muchos niños abandonen la escuela para trabajar y ayudar a sus familias tras desastres naturales, exacerbando las disparidades educativas. A nivel mundial, los efectos del cambio climático se intensifican en las zonas más vulnerables, donde los niños ya reciben menos años de escolaridad en comparación con los países más desarrollados.